# Maria Hendrikapark
Het Maria Hendrikapark is een park in de Belgische stad Oostende. Het park - door de Oostendenaars ook wel (He)t Bosje genoemd - werd aangelegd op verzoek van koning Leopold II, die het park aanvankelijk Bois de Boulogne wilde noemen naar het bekende landschapspark aan de rand van Parijs. Uiteindelijk werd het park genoemd naar Leopolds echtgenote Maria Hendrika van Oostenrijk.
Het park werd aangelegd op de plaats van een verwilderd stuk bos, even buiten de oude stadswallen, ten zuiden van de kazerne. Het ontwerp was van de hand van de Duitse landschapsarchitect Édouard Keilig. Op aandringen van de koning, stond de Belgische regering in 1886 het stuk grond af waarop het park werd gerealiseerd. Het park was toen 27 hectare groot. De eerste werken werden beëindigd in 1892.  De “Avenue de la Reine” verbond nu het park met de zeedijk en het Koninklijk Chalet, een van de wensen van Leopold II. Eind juli 1892 werden zowel de Koninginnelaan als het Maria Hendrikapark officieel in gebruik genomen. De bouwwerken hadden het park omgevormd tot een recreatiedomein waar op de aangelegde paadjes kon gewandeld of gereden worden (met koetsen, wagens en vooral fietsen!). Om de aantrekkelijkheid nog te verhogen werd op het eiland van de vijver een café-restaurant gebouwd, de “Laiterie Royale” (het huidige “Koninginnehof”, of in de volksmond nog steeds “t Laiterietje”). Bij de aanleg van het park werd ook gedacht aan sport en cultuur. Een tweede drankgelegenheid, gekoppeld aan een schuttersvereniging, was de Armenonville (nog bestaand). In een loods, eerder gebruikt door de beeldhouwers van de Graaf de Smet de Naeyerbruggen, kwam een geschiedkundig museum, het Museum Liebaert (verdwenen). Langs de vaart aan de oostzijde kwam het clubhuis van de lokale roeivereniging (verdwenen). Er was ook een zwemschool, de Vrije Zwemmers Oostende, maar dit is bij de recente renovatie ook verdwenen.
In 1896 werd de omvang van het park verdubbeld met de aanleg van het Spiegelmeer en de Konijnenvijver. In 1913 volgde de inplanting van voetbalvelden en een wielerstadion. In 1975-1977 werd in een deel in het oosten van het park het Heilig Hartziekenhuis aangelegd, nu het AZ Damiaan. Midden in het park werd een nieuwe watertoren gebouwd. In 1967 werd op het eiland in de Koninginnevijver opnieuw een recreatiegelegenheid geopend: het Koninginnehof. Hier is een restaurant en een speeltuin. Ook bestaat er de mogelijkheid roeiboten te huren of te carten. In het park is verder een jeugddorp en een dierenopvangcentrum van het Blauw Kruis.
Tussen 2003 en 2006 onderging het park een grondige renovatie Nadien kwamen er ook enkele kunstwerken : "Three Graces" van Michael Ray Charles en "Zon-Anima-Animus" van Johan Tahon.

## Nelson Mandelabrug
Tijdens de renovatie van het Maria Hendrikapark kwam er een hangbrug over de grote vijver voor fietsers en voetgangers.
Deze brug werd begin 2014 herdoopt in de Nelson Mandelabrug naar de op 5 december 2013 overleden Zuid-Afrikaanse staatsman.